# Дивизия Лористона
Пехотная дивизия Лористона с 1806 по 1807 годы (фр. Division d'infanterie de Lauriston) — пехотная дивизия Франции периода наполеоновских войн.
Пехотная дивизия Клозеля с 1808 по 1809 годы (фр. Division d'infanterie de Clauzel).
Пехотная дивизия Монришара с 1809 по 1810 годы (фр. Division d'infanterie de Montrichard).

## Командование дивизии

### Командиры дивизии
- дивизионный генерал Жак Лористон (1 июня 1806 – 19 декабря 1807)
- бригадный генерал Алексис Дельзон (19 декабря 1807 – 30 декабря 1807)
- бригадный генерал Жан Лоне (30 декабря 1807 – 8 января 1808)
- дивизионный генерал Бертран Клозель (8 января 1808 – 7 ноября 1809)
- бригадный генерал Алексис Дельзон (7 ноября 1809 – 12 ноября 1809)
- дивизионный генерал Жозеф Монришар (12 ноября 1809 – 9 ноября 1810)
- бригадный (с 15 февраля 1811 - дивизионный) генерал Алексис Дельзон (9 ноября 1810 – 19 апреля 1811)

### Начальники штаба дивизии
- полковник штаба Филипп Мартель (1 июня 1806 – 8 января 1808)
- командир эскадрона (с 13 октября 1809 - полковник штаба) Жан Буасроль-Буавильер (8 января 1808 – 19 апреля 1811)

## Подчинение и номер дивизии
- 2-я пехотная дивизия Армии Далмации (1 июня 1806 года);
- 2-я пехотная дивизия 11-го армейского корпуса Армии Германии (17 июля 1809 года);
- 2-я пехотная дивизия Армии Иллирии (14 декабря 1809 года).

## Состав дивизии
- штаб дивизии (фр. état-major de la division)
- 18-й полк лёгкой пехоты (фр. 18e régiment d'infanterie légère)

в составе дивизии с 1 июня 1806 года по 6 апреля 1808 года, и с 9 декабря 1810 года по 17 апреля 1811 года
- 5-й полк линейной пехоты (фр. 5e régiment d'infanterie de ligne)

в составе дивизии с 1 июня 1806 года по 6 апреля 1808 года
- 23-й полк линейной пехоты (фр. 23e régiment d'infanterie de ligne)

в составе дивизии с 1 июня 1806 года по 17 апреля 1811 года
- 8-й полк лёгкой пехоты (фр. 8e régiment d'infanterie légère)

в составе дивизии с 6 апреля 1808 года по 17 апреля 1811 года
- 60-й полк линейной пехоты (фр. 60e régiment d'infanterie de ligne)

в составе дивизии с 6 апреля 1808 года по 6 октября 1810 года
- 79-й полк линейной пехоты (фр. 79e régiment d'infanterie de ligne)

в составе дивизии с 6 апреля 1808 года по 27 января 1809 года
- 11-й полк линейной пехоты (фр. 11e régiment d'infanterie de ligne)

в составе дивизии с 27 января 1809 года по 6 октября 1810 года
- 19-й конно-егерский полк (фр. 19e régiment de chasseurs à cheval)

в составе дивизии с 9 декабря 1810 года по 17 апреля 1811 года
- артиллерия дивизии (фр. artillerie de la division)

на 6 апреля 1808 года:
- штаб дивизии в Рагузе и Каттаро
- командир — дивизионный генерал Бертран Клозель
- начальник штаба — командир эскадрона Жан Буасроль-Буавильер
- 1-я бригада (командир — бригадный генерал Алексис Дельзон)
  - 8-й полк лёгкой пехоты (командир — полковник Луи Бертран де Сивре)
  - 23-й полк линейной пехоты (командир — полковник Жан Миналь)
- 2-я бригада (командир — бригадный генерал Жан Лоне)
  - 60-й полк линейной пехоты
  - 79-й полк линейной пехоты (командир — полковник Рош Годар)
    - Всего: 12 батальонов[1]

В кампании 1809 года:
- командир — дивизионный генерал Бертран Клозель
- начальник штаба — командир эскадрона Жан Буасроль-Буавильер
- 1-я бригада (командир — бригадный генерал Алексис Дельзон)
  - 8-й полк лёгкой пехоты (командиры — полковник Луи Бертран де Сивре до 5 июня 1809 / полковник Шарль Белер с 20 июня 1809) = 2 батальона
  - 23-й полк линейной пехоты (командир — полковник Жан Миналь) = 2 батальона
- 2-я бригада (командир — полковник (с 5 июня 1809 - бригадный генерал) Жильбер Башлю)
  - 11-й полк линейной пехоты (командир — полковник Жильбер Башлю до 5 июня 1809 / полковник Александр Обре с 20 июня 1809) = 3 батальона
    - Всего: 4569 человек, 7 батальонов, 8 орудий[2][3].

## Награждённые

### Великие офицеры ордена Почётного легиона
- Бертран Клозель, 17 июля 1809 – дивизионный генерал, командир дивизии

### Кавалеры ордена Железной короны
- Алексис Дельзон, 23 декабря 1807 – бригадный генерал, временный командир дивизии